# Corbie
Corbie este o comună în departamentul Somme, Franța. În 1 ianuarie 2022 avea o populație de 6.080 de locuitori.

## Monumente
- Abația Corbie, mănăstire benedictină înființată de merovingi în secolul al VII-lea, desființată în 1790.